# La Ferrière-Béchet
Pour les articles homonymes, voir La Ferrière et Bechet (homonymie).
La Ferrière-Béchet est une commune française, située dans le département de l'Orne en région Normandie, peuplée de 250 habitants.

## Géographie

### Communes limitrophes
| Saint-Hilaire-la-Gérard           | Belfonds                                        | Belfonds    |
| Saint-Hilaire-la-Gérard, Tanville | La Ferrière-Béchet                              | Sées        |
| Tanville                          | Fontenai-les-Louvets(par un angle), Le Bouillon | Le Bouillon |

### Hydrographie
La commune est traversée par la ligne de partage des eaux entre les bassins hydrographiques Seine-Normandie et Loire-Bretagne. Elle est drainée par la Sennevière, le ruisseau de la Forêt, le fossé 01 de la Tourainnerie, le fossé 01 du Grillé, le fossé 01 du Hutier et le fossé 02 du Grand Herbage,.
La Sennevière, d'une longueur de 14 km, prend sa source dans la commune de Tanville, près du hameau de la Verrerie du Gast, et se jette  dans l'Orne à Mortrée, après avoir traversé quatre communes. 
Un plan d'eau complète le réseau hydrographique : l'étang (1,38 ha),.

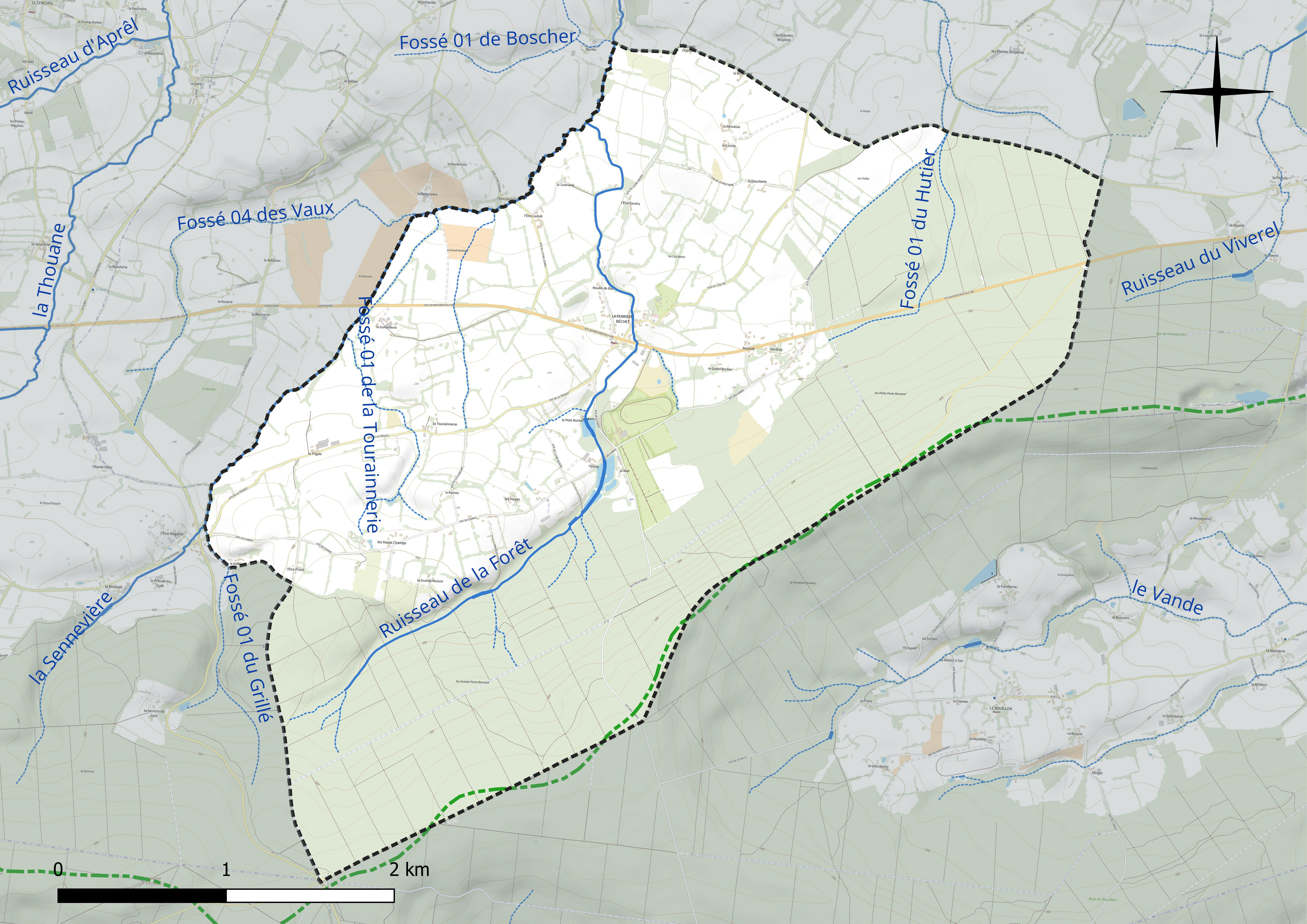
Réseau hydrographique de la Ferrière-Béchet.

### Climat
Pour des articles plus généraux, voir Climat de la Normandie et Climat de l'Orne.
En 2010, le climat de la commune est de type climat océanique dégradé des plaines du Centre et du Nord, selon une étude du CNRS s'appuyant sur une série de données couvrant la période 1971-2000. En 2020, Météo-France publie une typologie des climats de la France métropolitaine dans laquelle la commune est dans une zone de transition entre le climat océanique et le climat océanique altéré et est dans la région climatique Normandie (Cotentin, Orne), caractérisée par une pluviométrie relativement élevée (850 mm/a) et un été frais (15,5 °C) et venté. Parallèlement le GIEC normand, un groupe régional d’experts sur le climat, différencie quant à lui, dans une étude de 2020, trois grands types de climats pour la région Normandie, nuancés à une échelle plus fine par les facteurs géographiques locaux. La commune est, selon ce zonage, exposée à un « climat contrasté des collines », correspondant au Bocage normand, bien arrosé, voire très arrosé sur les reliefs les plus exposés au flux d’ouest, et frais en raison de l’altitude.
Pour la période 1971-2000, la température annuelle moyenne est de 10,2 °C, avec une amplitude thermique annuelle de 13,9 °C. Le cumul annuel moyen de précipitations est de 799 mm, avec 12,9 jours de précipitations en janvier et 7,7 jours en juillet. Pour la période 1991-2020, la température moyenne annuelle observée sur la station météorologique la plus proche, située sur la commune d'Alençon à 17 km à vol d'oiseau, est de 11,3 °C et le cumul annuel moyen de précipitations est de 743,7 mm,. Pour l'avenir, les paramètres climatiques de la commune estimés pour 2050 selon différents scénarios d’émission de gaz à effet de serre sont consultables sur un site dédié publié par Météo-France en novembre 2022.

## Urbanisme

### Typologie
Au 1er janvier 2024, La Ferrière-Béchet est catégorisée commune rurale à habitat très dispersé, selon la nouvelle grille communale de densité à sept niveaux définie par l'Insee en 2022.
Elle est située hors unité urbaine. Par ailleurs la commune fait partie de l'aire d'attraction d'Alençon, dont elle est une commune de la couronne,. Cette aire, qui regroupe 89 communes, est catégorisée dans les aires de 50 000 à moins de 200 000 habitants,.

### Occupation des sols
L'occupation des sols de la commune, telle qu'elle ressort de la base de données européenne d’occupation biophysique des sols Corine Land Cover (CLC), est marquée par l'importance des territoires agricoles (51,6 % en 2018), une proportion sensiblement équivalente à celle de 1990 (51,4 %). La répartition détaillée en 2018 est la suivante : 
forêts (45,5 %), prairies (38,2 %), terres arables (13,4 %), milieux à végétation arbustive et/ou herbacée (2,9 %). L'évolution de l’occupation des sols de la commune et de ses infrastructures peut être observée sur les différentes représentations cartographiques du territoire : la carte de Cassini (XVIIIe siècle), la carte d'état-major (1820-1866) et les cartes ou photos aériennes de l'IGN pour la période actuelle (1950 à aujourd'hui).

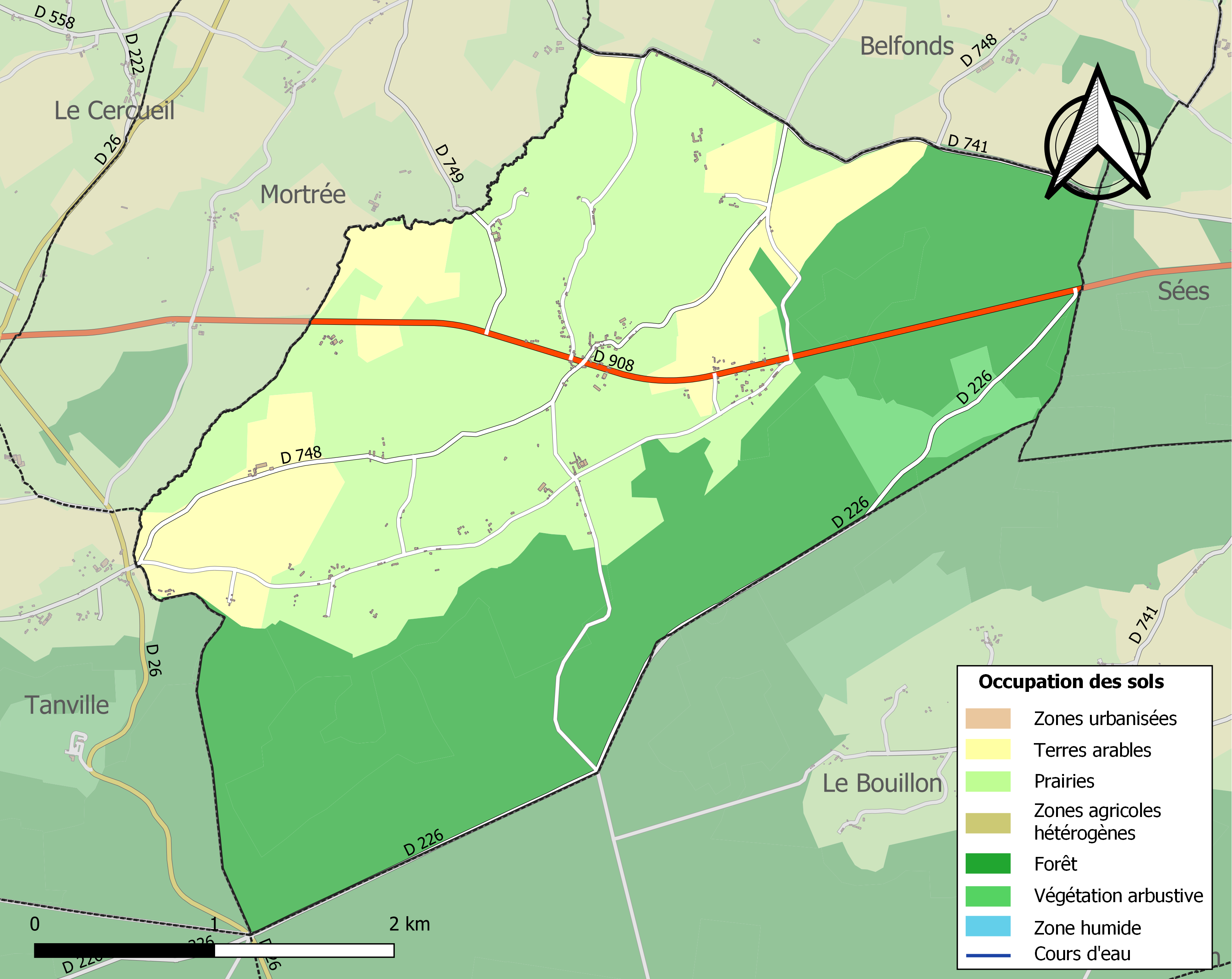
Carte des infrastructures et de l'occupation des sols de la commune en 2018 (CLC).

### Habitat et logement
En 2018, le nombre total de logements dans la commune était de 112, alors qu'il était de 108 en 2013 et de 103 en 2008.
Parmi ces logements, 83,9 % étaient des résidences principales, 10,2 % des résidences secondaires et 5,9 % des logements vacants. Ces logements étaient pour 100 % d'entre eux des maisons individuelles et pour 0 % des appartements.
Le tableau ci-dessous présente la typologie des logements à la La Ferrière-Béchet en 2018 en comparaison avec celle de l'Orne et de la France entière. Une caractéristique marquante du parc de logements est ainsi une proportion de résidences secondaires et logements occasionnels (10,2 %) inférieure à celle du département (10,5 %) mais supérieure à celle de la France entière (9,7 %). Concernant le statut d'occupation de ces logements, 83 % des habitants de la commune sont propriétaires de leur logement (81,1 % en 2013), contre 64,3 % pour l'Orne et 57,5 % pour la France entière.
| Typologie                                               | La Ferrière-Béchet | Orne | France entière |
| ------------------------------------------------------- | ------------------ | ---- | -------------- |
| Résidences principales (en %)                           | 83,9               | 78,3 | 82,1           |
| Résidences secondaires et logements occasionnels (en %) | 10,2               | 10,5 | 9,7            |
| Logements vacants (en %)                                | 5,9                | 11,2 | 8,2            |

## Toponymie
Comme tous les La Ferrière, Ferrière ou Ferrières, le toponyme, issu du latin ferrum (oïl ferrière), est dû à la présence et l'exploitation du fer. « Du Moyen Âge, et même probablement dès l’âge du fer, jusqu’au milieu du XIXe siècle, le minerai de fer était extrait à ciel ouvert, dans des minières creusées au niveau des affleurements du gisement de fer ».
Béchet est un patronyme, dérivé de bec, sobriquet désignant une personne bavarde et médisante.
Le gentilé est Ferrien-Béchetois.

## Politique et administration

### Rattachements administratifs et électoraux

#### Rattachements administratifs
La commune se trouve dans l'arrondissement d'Alençon du département de l'Orne.
Elle faisait partie depuis 1802 du canton de Sées. Dans le cadre du redécoupage cantonal de 2014 en France, cette circonscription administrative territoriale a disparu, et le canton n'est plus qu'une circonscription électorale.

#### Rattachements électoraux
Pour les élections départementales, la commune fait partie depuis 2014 d'un nouveau canton de Sées
Pour l'élection des députés, elle fait partie de la première circonscription de l'Orne.

### Intercommunalité
La Ferrière-Béchet était membre de la petite communauté de communes du Pays de Sées, un établissement public de coopération intercommunale (EPCI) à fiscalité propre créé fin 1996  et auquel la commune avait transféré un certain nombre de ses compétences, dans les conditions déterminées par le code général des collectivités territoriales.
Dans le cadre des dispositions de la loi portant nouvelle organisation territoriale de la République du 7 août 2015, qui prévoit que les établissements publics de coopération intercommunale (EPCI) à fiscalité propre doivent avoir normalement un minimum de 15 000 habitants, cette intercommunalité a fusionné avec sa voisine pour former, le 1er janvier 2017, la communauté de communes des Sources de l'Orne, dont est désormais membre la commune.

### Administration municipale
Compte tenu de la population de la commune, son conseil municipal est composé de onze membres dont le maire et ses adjoints.

### Liste des maires
| Période                                  | Période                        | Identité              | Étiquette | Qualité                                            |
| ---------------------------------------- | ------------------------------ | --------------------- | --------- | -------------------------------------------------- |
| Les données manquantes sont à compléter. |                                |                       |           |                                                    |
| mars 1983                                | juin 1995                      | Pierre Consigny       | CDS       | haut fonctionnaire                                 |
| juin 1995                                | mars 2014                      | Azer Coupry           | SE        | Agriculteur                                        |
| mars 2014                                | août 2022                      | Xavier de Stoppeleire | SE        | Commercial en immobilier retraité Mort en fonction |
| octobre 2022,                            | En cours (au 16 décembre 2022) | Christel Persehaye    |           |                                                    |

## Population et société

### Démographie
L'évolution du nombre d'habitants est connue à travers les recensements de la population effectués dans la commune depuis 1793. Pour les communes de moins de 10 000 habitants, une enquête de recensement portant sur toute la population est réalisée tous les cinq ans, les populations de référence des années intermédiaires étant quant à elles estimées par interpolation ou extrapolation. Pour la commune, le premier recensement exhaustif entrant dans le cadre du nouveau dispositif a été réalisé en 2004.

En 2022, la commune comptait 250 habitants, en évolution de +3,31 % par rapport à 2016 (Orne : −3,21 %, France hors Mayotte : +2,11 %).
| 1793 | 1800 | 1806 | 1821 | 1836 | 1841 | 1846 | 1851 | 1856 |
| ---- | ---- | ---- | ---- | ---- | ---- | ---- | ---- | ---- |
| 420  | 409  | 442  | 399  | 403  | 384  | 371  | 367  | 356  |

| 1861 | 1866 | 1872 | 1876 | 1881 | 1886 | 1891 | 1896 | 1901 |
| ---- | ---- | ---- | ---- | ---- | ---- | ---- | ---- | ---- |
| 368  | 390  | 380  | 373  | 328  | 323  | 327  | 308  | 285  |

| 1906 | 1911 | 1921 | 1926 | 1931 | 1936 | 1946 | 1954 | 1962 |
| ---- | ---- | ---- | ---- | ---- | ---- | ---- | ---- | ---- |
| 261  | 242  | 211  | 218  | 206  | 214  | 233  | 229  | 190  |

| 1968 | 1975 | 1982 | 1990 | 1999 | 2004 | 2006 | 2009 | 2014 |
| ---- | ---- | ---- | ---- | ---- | ---- | ---- | ---- | ---- |
| 222  | 187  | 151  | 151  | 169  | 199  | 207  | 209  | 238  |

| 2019 | 2022 | - | - | - | - | - | - | - |
| ---- | ---- | - | - | - | - | - | - | - |
| 241  | 250  | - | - | - | - | - | - | - |

### Manifestations culturelles et festivités
- Le festival de musique Just For You a lieu tous les ans depuis 2021, fin juin ou début juillet[34]. Organisé par l'association Un geste, un rêve, un sourire, les bénéfices lui sont reversés, dans le but de réaliser les rêves d'enfants malades[35].

## Culture locale et patrimoine

### Lieux et monuments
- Bornes de la forêt d'Écouves, ensemble de signalisations de la fin du XVIIIe siècle situé sur douze communes, inscrit au titre des Monuments historiques depuis le 15 avril 1987[36].
- Carrefour de la Croix de Médavy, en limite sud-ouest.
- L'église Saint-Pierre, d’origine romane, est remaniée plusieurs fois au cours des siècles.
 Le clocher de charpente est posé en avant de la nef et est coiffé d’une flèche élancée octogonale posée sur une base pyramidale quadrangulaire en ardoise et surmontée d’une croix en fer et du coq national. La façade occidentale est ouverte par un portail surbaissé et surmonté d’une statue qui semble être un saint Joseph et l’Enfant en pierre de roussard. La façade méridionale est bordée par le cimetière. La porte sud a été murée ainsi qu’une baie du chœur. L’édifice conserve une nef unique éclairée de baies agrandies au XIVe ou XVe siècle . Elle se termine par un chevet plat auquel est accolée la sacristie.
À l’intérieur, la nef est lambrissée avec les entraits et poinçons apparents. L'église abrite une Vierge à l'Enfant du XVIe siècle avec inscription gothique et une statue de saint Jean-Baptiste en bois polychrome du XIVe, classées à titre d'objets en 1971[37], ainsi que des statues du XVIIe siècle de saint Pierre et saint Paul et des panneaux sculptés en bois également du XVIIe (Annonciation et Nativité).

## Pour approfondir